# Episodi televisivi di Happy Tree Friends
La prima ed unica stagione televisiva della serie televisiva Happy Tree Friends, composta da 13 episodi, è stata trasmessa negli Stati Uniti, da G4, dal 25 settembre al 25 dicembre 2006.
In Italia la stagione è stata trasmessa dal 26 febbraio al 14 maggio 2007 su MTV. Il 22 ottobre 2015 la stagione è stata interamente pubblicata su Netflix.
| nº | nº | Titolo originale             | Titolo italiano            | Prima TV USA      | Prima TV Italia  |
| -- | -- | ---------------------------- | -------------------------- | ----------------- | ---------------- |
| 1  | 1  | The Wrong Side of the Tracks | Un piede nella fossa       | 25 settembre 2006 | 26 febbraio 2007 |
| 1  | 2  | From Hero to Eternity        | Un piede nella fossa       | 25 settembre 2006 | 26 febbraio 2007 |
| 1  | 3  | And the Kitchen Sink         | Un piede nella fossa       | 25 settembre 2006 | 26 febbraio 2007 |
| 2  | 4  | Party Animal                 | Il minore dei due mali     | 2 ottobre 2006    | 5 marzo 2007     |
| 2  | 5  | Ipso Fatso                   | Il minore dei due mali     | 2 ottobre 2006    | 5 marzo 2007     |
| 2  | 6  | Don't Yank My Chain          | Il minore dei due mali     | 2 ottobre 2006    | 5 marzo 2007     |
| 3  | 7  | Doggone It                   | Il terzo grado             | 9 ottobre 2006    | 12 marzo 2007    |
| 3  | 8  | Concrete Solution            | Il terzo grado             | 9 ottobre 2006    | 12 marzo 2007    |
| 3  | 9  | Sea What I Found             | Il terzo grado             | 9 ottobre 2006    | 12 marzo 2007    |
| 4  | 10 | Easy For You to Sleigh       | Quattro per terra          | 30 ottobre 2006   | 19 marzo 2007    |
| 4  | 11 | Wishy Washy                  | Quattro per terra          | 30 ottobre 2006   | 19 marzo 2007    |
| 4  | 12 | Who's to Flame?              | Quattro per terra          | 30 ottobre 2006   | 19 marzo 2007    |
| 5  | 13 | Every Litter Bit Hurts       | La quinta                  | 16 ottobre 2006   | 26 marzo 2007    |
| 5  | 14 | As You Wish                  | La quinta                  | 16 ottobre 2006   | 26 marzo 2007    |
| 5  | 15 | Take a Hike                  | La quinta                  | 16 ottobre 2006   | 26 marzo 2007    |
| 6  | 16 | Snow Place to Go             | Sei a metà                 | 23 ottobre 2006   | 2 aprile 2007    |
| 6  | 17 | Dunce Upon a Time            | Sei a metà                 | 23 ottobre 2006   | 2 aprile 2007    |
| 6  | 18 | Gems the Breaks              | Sei a metà                 | 23 ottobre 2006   | 2 aprile 2007    |
| 7  | 19 | A Change of Heart            | Sette volte alla settimana | 6 novembre 2006   | 9 aprile 2007    |
| 7  | 20 | A Hole Lotta Love            | Sette volte alla settimana | 6 novembre 2006   | 9 aprile 2007    |
| 7  | 21 | Mime to Five                 | Sette volte alla settimana | 6 novembre 2006   | 9 aprile 2007    |
| 8  | 22 | Blast from the Past          | Otto soli                  | 20 novembre 2006  | 16 aprile 2007   |
| 8  | 23 | Chew Said a Mouthful         | Otto soli                  | 20 novembre 2006  | 16 aprile 2007   |
| 8  | 24 | See What Develops            | Otto soli                  | 20 novembre 2006  | 16 aprile 2007   |
| 9  | 25 | Idol Curiosity               | I nove nani                | 27 novembre 2006  | 23 aprile 2007   |
| 9  | 26 | Home is Where The Hurt is    | I nove nani                | 27 novembre 2006  | 23 aprile 2007   |
| 9  | 27 | Aw, Shucks!                  | I nove nani                | 27 novembre 2006  | 23 aprile 2007   |
| 10 | 28 | A Sight for Sore Eyes        | Dieci gradi di follia      | 3 dicembre 2006   | 30 aprile 2007   |
| 10 | 29 | Wipe Out                     | Dieci gradi di follia      | 3 dicembre 2006   | 30 aprile 2007   |
| 10 | 30 | Letter Late than Never       | Dieci gradi di follia      | 3 dicembre 2006   | 30 aprile 2007   |
| 11 | 31 | Wingin' It                   | L'undicesima ora           | 10 dicembre 2006  | 7 maggio 2007    |
| 11 | 32 | Tongue in Cheek              | L'undicesima ora           | 10 dicembre 2006  | 7 maggio 2007    |
| 11 | 33 | Easy Comb, Easy Go           | L'undicesima ora           | 10 dicembre 2006  | 7 maggio 2007    |
| 12 | 34 | I've Got You Under My Skin   | Serie di dodici            | 17 dicembre 2006  | 14 maggio 2007   |
| 12 | 35 | In a Jam                     | Serie di dodici            | 17 dicembre 2006  | 14 maggio 2007   |
| 12 | 36 | Junk in the Trunk            | Serie di dodici            | 17 dicembre 2006  | 14 maggio 2007   |
| 13 | 37 | Hear Today, Gone Tomorrow    | Tredici occhi su di me     | 25 dicembre 2006  | 14 maggio 2007   |
| 13 | 38 | Double Whammy (Part 1)       | Tredici occhi su di me     | 25 dicembre 2006  | 14 maggio 2007   |
| 13 | 39 | Double Whammy (Part 2)       | Tredici occhi su di me     | 25 dicembre 2006  | 14 maggio 2007   |

## Un piede nella fossa

### The Wrong Side of the Tracks
Lumpy si sta occupando del suo Luna Park e scopre che le sue montagne russe sono rotte, ma per colpa delle sue distrazioni, mette i binari a caso e cerca in tutti i modi di salvare Giggles, Petunia, Lifty e Shifty. Intanto l'altro carello con dentro Cuddles e Handy vengono uccisi dei vetri e Lifty e Shifty vengono uccisi dalle punte dell'entrata. Intanto, Lumpy viene ucciso dai binari utilizzando la sua forza per fermarle, ma anche Giggles e Petunia vengono massacrate schiacciando Sniffles che si trova sotto.

### From Hero to Eternity
Mentre Splendid va a fare il bucato in lavanderia, scopre che Cuddles viene ucciso accidentalmente da Giggles, ma per colpa dei suoi superpoteri, uccide l'intera città utilizzando uno scarico d'acqua e bruciando con la lava. Alla fine, dopo essere rientrato in lavanderia, Splendid scopre che dentro la lavatrice c'è Cub morto e per non essere stato scoperto, il supereroe scappa volando.

### And the Kitchen Sink
Pop e Cub stanno tornando a casa e il piccolo, scivolato giù da una discesa con un carrettino, finisce in una pozzanghera. Allora il padre lo lava nel lavandino della cucina ma per sbaglio attiva il tritarifiuti, incastrando il figlio nello scarico. Dopo aver ucciso Flaky, Giggles, Cuddles, Toothy, Lifty e Shifty, Pop riesce a salvare suo figlio e lo mette in una vasca. Purtroppo, Pop si dimentica che Cub è annegato per aver messa troppa acqua la dentro.

## Il minore dei due mali

### Party Animal
Flaky sta preparando una torta per la festa di compleanno di Flippy e, una volta mangiato una nocciolina, la porcospina scopre di essere allergica alle nocciole. Tuttavia, Flaky, Cuddles, Nutty, Toothy, Mime, Sniffles e Mole preparano i preparativi per la festa a sorpresa e, una volta terminato, iniziano a cantare la canzone di compleanno a Flippy. Purtroppo durante la festa, Nutty inizia ad impazzire per lo zucchero causando di nuovo l'allergia di Flaky che provoca lo scoppiamento dei palloncini. Infatti, Flippy si trasforma in Fliqpy e inizia a uccidere gli invitati e, dopo aver ucciso Toothy, Cuddles, Nutty, Mime e Sniffles, l'orso scopre che Mole si è suicidato dopo aver scoppiato Flaky con un ago. Alla fine, Flippy scopre che anche lui è allergico alle nocciole e le sue labbra diventano gonfie.

### Ipso Fatso
Disco Bear pensa che lui sia grasso e inizia a fare delle attività fisica e di fare una dieta sana in palestra. Ma durante una camminata col tapis roulant, la macchina inizia a rompersi e lo fa correre in tutta la città senza fermarsi. Alla fine, Disco Bear si decapita con un filo elettrico e viene scambiato per un cocomero comprato da Mole.

### Don't Yank My Chain
Lifty e Shifty rubano l'auto di Handy e Mole, e come se non bastasse, il castoro e la talpa finiscono in prigione. Però, lo sceriffo Lumpy si è dimenticato di rinchiudere la cella a chiave, causando la fuga dei due. Purtroppo per Handy e Mole, non riescono a fuggire per colpa della catena. Tuttavia, Handy decide di tagliare la catena con una sega per tagliare il tronco. Ma purtroppo, taglia per sbaglio Mole causando la sua morte. Infatti, Handy ebbe un'altra idea di tagliare la catena con un treno. Però, il treno lo prende e anche lui muore. Intanto, Lifty e Shifty scoprono che la benzina è finita, e come se no non bastasse, finiscono ad essere investiti dallo stesso treno. Infatti, La catena rimbalza verso la testa di Lumpy uccidendolo.

## Il terzo grado

### Doggone It
Lumpy lavora come l'accalappiacani e deve prendere il cane di Pop e Cub di nome "Whistle", che quando sente un fischio diventa aggressivo. Tuttavia, l'alce scopre che il cane è scappato e cerca in tutti i modi di recuperarlo, anche se Whistle ha ucciso Giggles, Mole e Disco Bear per colpa del suo tormentone. Alla fine, dopo aver recuperato la belva, Lumpy scopre che nel furgone di Lifty e Shifty, ci sono altri cani uguali a quello che ha catturato e, dopo che i cani hanno sentito un fischio fatto dall'accalappiacani, iniziano ha sbranarlo.

### Concrete Solution
Nutty ruba un pacco di zucchero da un bar e lo scambia con un pacco di cemento quando scivola dentro un cantiere, dove Lumpy, Mole e Handy, stavano costruendo un ponte. Infatti dopo aver mangiato il cemento nella ciotola, Nutty si sente male e viene portato in un'ambulanza con dentro il dottor Sniffles. Tuttavia dopo che il ponte è stato aperto, un temporale fa sciogliere tutta la strada e Nutty viene lanciato in un'ambulanza con dentro Sniffles morto. Intanto, Lumpy muore schiacciato da un blocco di marmo e lo scoiattolo viene diviso a metà mentre il ponte viene crollato. Tuttavia, il pezzo che stava dentro nella pancia di Nutty viene caduto nella testa di Cub, uccidendolo.

### Sea What I Found
Russell e Lumpy partono negli abissi per cercare il tesoro della nave dei pirati che ovviamente è andata a picco. Tuttavia, Lifty e Shifty decidono di rubare il tesoro utilizzando il sottomarino di Disco Bear e, infatti, una volta andati sott'acqua, i ladri rubano il tesoro, e come se non bastasse, Russell e Lumpy muoiono. Sfortunatamente, il duo scoprono che c'è un vulcano che si trova sott'acqua e cercano in tutti i modi di salvare il tesoro e le loro vite. Quando il sottomarino viene esploso dal vulcano, Lifty e Shifty muoiono e il tesoro si scioglie.

## Quattro per terra

### Easy For You to Sleigh
Lifty e Shifty decidono di rubare il Natale nelle case degli altri. Nella prima casa, rubano l'albero di Natale di Pop e Cub, intasano il camino e fanno morire i due orsi. Nella seconda abitazione, rubano i soldi immaginari di Mime e nella terza casa, legano Flippy. Però, quest'ultimo si sveglia dopo la caduta di uno dei suoi biscotti natalizi e si ritrova legato dai procioni che gli hanno completamente svaligiato la casa. Essendo legato, si ricorda di essere stato prigioniero in guerra e si trasforma in Fliqpy. Dopo un inseguimento attraverso tutta la casa, il soldato riesce finalmente a uccidere entrambi i ladri. Alla fine, Mime entra in casa e si accorge del furto di monete immaginarie.

### Wishy Washy
Petunia intasa accidentalmente il suo bagno e chiama l'idraulico Lumpy per poterlo riparare. Ma con l'arrivo dell'alce, comporta solo un peggioramento della situazione. Petunia ripara il disastro combinato da Lumpy e decide di lavarsi di nuovo e, improvvisamente, l'acqua smette di scorrere. Si precipita così nel seminterrato ma si spaventa nel vedere il cadavere di Lumpy, bruciato dallo scaldabagno e finisce così nella melma che ha anche allagato il sotterraneo sporcandosi tutta. Petunia prova a lavarsi per la terza volta, ma dalla doccia non esce niente, dal lavabo e dal lavello esce solo acqua sporca e, infatti, decide di frugare nel cassetto per un ultimo disperato tentativo di lavarsi. Trova così un pelapatate con il quale si stacca però grandi pezzi della sua pelle morendo dalla sua follia, poi per eccessiva perdita di sangue.

### Who's to Flame?
Mime viene invitato a mangiare da Petunia e Giggles per pranzo ma la moffetta manda a fuoco la casa e le ragazze. Ma con l'arrivo dei pompieri, cercano in tutti i modi di spegnere l'incendio. Però, i vigili del fuoco uccidono accidentalmente metà degli abitanti per la loro nervosità. Purtroppo per colpa delle distrazioni di Mole, esplode l'intera città. Alla fine dopo l'esplosione, gli unici sopravvissuti sono Mime e il gatto.

## La quinta

### Every Litter Bit Hurts
Giggles scopre che il suo amico Lumpy butta i rifiuti in un lago. Così, la scoiattolina cerca di formare un gruppo con Sniffles, Mole, Pop e Cub per salvare l'ambiente. Purtroppo, Cub muore per colpa dell'alce e anche Pop viene ucciso da quest'ultimo con una pigna. Tuttavia, Giggles scopre che Lumpy tenta di tagliare il pino con una motosega e si lega con Sniffles, ma anche lui viene ucciso dall'alce dopo che il pino viene diviso a metà. Infatti, Lumpy, per sbaglio, fa esplodere il suo camion con le sue dinamiti e, infatti, muore anche lui dopo un'inondazione. Alla fine dopo il disastro, Giggles si ritrova in un ambiente molto pulito, ma purtroppo viene fatta fuori da Mole rimuovendo il cuore.

### As You Wish
Simile alla storia di Aladino, Lifty e Shifty rubano una lampada che Petunia aveva buttato nella spazzatura ma il coso finisce nelle mani di Nutty, Disco Bear, Pop e Sniffles, mostrando loro che la lampada contiene Lumpy, il genio. Tuttavia i desideri consigliati dai quattro si rivelano mortali e Lifty e Shifty utilizzano il loro desiderio per avere una mongolfiera e un sacco di denaro. Alla fine, Lifty e Shifty muoiono finendo nel negozio di Petunia uccidendola e l'alce scopre che c'è un'altra lampada che contiene Giggles, ma è sconosciuto il desiderio che vuole realizzare Lumpy.

### Take a Hike
Il capo scout Lumpy con Cuddles, Toothy, Sniffles, Flaky, Petunia e Nutty partono per una gita. Ma l'alce scopre che i suoi scout sono morti: Flaky viene uccisa da un'aquila, Sniffles viene bruciato, Cuddles ha gli occhi bruciati, Toothy ha il braccio gonfio per colpa della vipera, Petunia viene avvelenata dall'acqua della fogna e Nutty viene ucciso da un orso. Tuttavia, Lumpy rimane sopravvissuto dalla caduta del ponte di legno lasciando il suo gruppo morto e, alla fine, l'alce viene massacrato dallo stesso orso.

## Sei a metà

### Snow Place to Go
La nave di Lumpy viene incastrato da un pavimento di ghiaccio invaso di iceberg, e come se non bastasse, la nave viene bruciato da un pistola lancia razzi. Tuttavia, Giggles trova una lattina di fagioli, ma viene uccisa da un tronco. Lumpy scopre che per aprire con un apriscatole, deve trovare una presa, così decide di lasciare la puntata. Cuddles trova una sega e cerca in tutti i modi di trovare un pesce da mangiare, ma viene fatto fuori da un'orca, Toothy viene ucciso da un amo della lenza di Russell e Flaky viene mangiata dalla stessa orca. Solo Russell viene sopravvissuto in un'isola tropicale, ma purtroppo, viene morso a metà per colpa dell'orca.

### Dunce Upon a Time
Simile al film Disney "Bongo e i tre avventurieri", Nutty e Giggles vivono in una casa povera di campagna, ma Lifty e Shifty offre a Nutty dei fagioli caramellosi magici in cambio della mucca senza latte posseduta dai due scoiattoli. Nella notte le caramelle fanno crescere nella bocca di Nutty una pianta gigante che porta Giggles nel mondo sulle nuvole, solo popolato da Lumpy che cerca di assaggiare Toothy, Sniffles, Handy, Mime, Cuddles e Flaky. La scoiattolina viene scoperta e se ne va, dopo che i suoi amici vengono liberati dai barattoli. Sfortunatamente, gli animali vengono uccisi per colpa del gigante Lumpy, ma la scoiattolina se ne va dritto nel suo mondo. Fortunatamente dopo aver distrutto la pianta gigante, il castello va dritto nella pancia di Lumpy morendo con Lifty e Shifty. Solo la mucca e Giggles vengono sopravvissuti dopo il disastro.

### Gems the Breaks
Rubando i gioielli della banca, Lifty e Shifty trovano un punto debole per Splendid, una pietra verde che è la Kryptoghianda, che provoca il vomito al supereroe. Così il duo si godono le loro rapine e grazie alla pietra, riescono ad evitare di essere presi da Splendid. Tuttavia, decidono di fermarsi al chiosco di limonate, dov'è si trovano Giggles e Petunia legate da quest'ultimi. Ma il supereroe, inizia a inseguire i due ladri col malloppo con il suo laser e, infatti, il supereroe decide di utilizzare il cannocchiale per far seccare tutta l'acqua nel laghetto dove si trovano Lifty e Shifty morti. Tuttavia, Splendid decide di soffiare la polvere della Kryptoghianda per tenere lontana da lui. Ma sfortunatamente, la polvere finisce su di lui e provoca un supervomito facendolo morire esplodendo.

## Sette volte alla settimana

### A Change of Heart
Dopo aver mangiato una fetta di burro fritto, Disco Bear gli viene un infarto al cuore e Lumpy cerca di cambiare l'organo, perché il suo si è sgonfiato. Tuttavia, il dottore utilizza il cuore di Handy morto per sostituirlo, ma sfortunatamente, il cuore viene sfasciato dopo una partita a calcio. Infatti, Lumpy utilizza il cuore della balena, purtroppo il cuore viene portato via da un camion. Così decide di comprare un cuore alla macelleria e, una volta tornato al pronto soccorso, l'alce scopre che ha mangiato il cuore per sbaglio utilizzando come un panino. Alla fine, il dottore riceve fortunatamente, il cuore della balena e, una volta messo l'organo gigante, Disco Bear viene resuscitato.

### A Hole Lotta Love
Mentre Pop va a prendere un gelato per il figlio, Cub scompare vicino a un pozzo. Pop pensa che il figlio sia caduto dentro e chiede aiuto a Sniffles, Mole e Lumpy per ritrovarlo. Il formichiere progetta la costruzione di un'enorme trivella. Intanto, dopo aver mangiato troppi fagioli in lattina, l'alce si chiude in bagno per tutto il resto dell'episodio. Mole muore quasi subito e così Sniffles e Pop sono gli unici a cercare il piccolo, seminando il caos in tutta la città. Inoltre Pop, estremamente nervoso, vorrebbe manovrare la trivella, che comincia a prendere di mira Mime, che scampa varie volte a morte certa. La trivella a un certo punto si inceppa e delle lattine di fagioli cominciano a rimbalzare ovunque nel mezzo, uccidendo Sniffles. Infine, Pop scopre che Cub non era mai caduto nel pozzo, ma era andato a prendersi un ghiacciolo. Pop così aggancia l'ancora sull'asfalto per recuperare Cub, uccidendo finalmente Mime. Inoltre Cub rischia di finire schiacciato dalle ruote della trivella, ma questa si ferma in tempo. Purtroppo, Pop aprendo il portone del mezzo prende in pieno il figlio, che stavolta cade veramente nel pozzo mostrato all'inizio della puntata. Pop allora riattiva la trivella e torna a cercare Cub. L'episodio si conclude con Lumpy, ancora in bagno, che viene ucciso dalla trivella.

### Mime to Five
Mime vuole comprare un nuovo monociclo al negozio degli scherzi, ma lui è al verde. Così, decide che per avere denaro, deve lavorare come: Il cassiere del fast-food di Russell, il bagnino o il vetrario del parrucchiere, ma lui viene licenziato in tutti i tre lavori, perché i suoi silenzi provocano infortuni alla gente. D'allora, decide di lavorare in un circo e Lumpy, il direttore più antipatico della città, decide di farlo assumere come pulitore degli animali. Tuttavia, Mime deve mettere la cenere nel cannone per lo spettacolo che sta andando proprio adesso, ma improvvisamente, ha messo accidentalmente i guai ai clienti dopo aver liberato dei germani reali aggressivi. Alla fine, il cervo riesce a trovare denaro nel portafoglio di Lumpy sbranato. Purtroppo, il monociclo viene addirittura comprato da Cro-Marmot, perché è l'unico che ha fatto un lavoro eccezionale.

## Otto soli

### Blast from the Past
Per recuperare il bicchiere di latte rotto, Sniffles costruisce una macchina del tempo. Ma Lumpy vuole assolutamente un aiuto da lui, perché Toothy si è fatto male al parco. Per evitare che Lumpy, Toothy, Cuddles e Giggles vengono fatti male, Sniffles cerca in tutti di modificare il parco, ma provoca solo fallimenti. Tuttavia, il formichiere porta via gli attrezzi e lascia solo una giostra, così i classici 4 possono divertirsi grazie a questo attrezzo, simile al primo episodio Spin Fun Knowin' Ya. Dopo aver ripetuto la stessa scena dello stesso episodio, Sniffles ritorna a casa utilizzando la macchina schiacciando il suo alter-ego, però Lumpy vuole chiedere di nuovo un aiuto da lui, facendolo rendere Sniffles confuso.

### Chew Said a Mouthful
Nutty finisce lo zucchero che ha in casa e decide di fare la spesa al supermercato. Tuttavia, lo scoiattolo trova un gobstopper e cerca in tutti i modi di mangiarlo, ma sfortunatamente, la sua dentiera si rompe a causa del dolce e va al pronto soccorso, dove il dottor Lumpy consiglia allo scoiattolo un apparecchio metallico. Anche se non riesce a mangiare qualcosa di dolce, Nutty vuole assolutamente mordere il gobstopper uscendo dall'ospedale. Alla fine, Nutty finisce in un cantiere e viene schiacciato in un magnete insieme alla pallina dolce.

### See What Develops
Mole e Splendid vengono mandati da Lumpy per fare delle foto per il giornale in cui lavorano al paesesera. Tuttavia, per colpa della cecità di Mole provoca solamente guai alla gente e Splendid cerca in tutti i modi di salvarli, ma sfortunatamente, non ci riesce. Mentre sta togliendo i suoi occhiali, Splendid viene fotografato dalla talpa e pensa che la sua identità segreta sia nei guai. Alla fine, infatti, l'identità segreta del supereroe sarà salva, dato che Lumpy stava per sviluppare l'istantanea nella camera oscura della sede del giornale, Mole entra nella stanza e la foto diventa tutta nera.

## I nove nani

### Idol Curiosity
Sniffles, Giggles e Flaky si imbarcano in una spedizione per recuperare una statuetta in cima ad un tempio Maya. Ma non appena l'idolo viene tolto dal luogo in cui era posizionato, uccide Giggles e Flaky. Ma fortunatamente, Sniffles, l'unico sopravvissuto dopo l'apocalisse, torna nella crociera con la statuetta per riportarla al museo della città. Per colpa della statua maledetta, provoca morti a quelli che sono sulla nave e come se non bastasse, il Titanic viene schiantato in un iceberg e va a picco, però, l'unico sopravvissuto è lo scienziato. Alla fine, il formichiere viene tagliato a metà, dopo che la statuetta viene esposta in un museo.

### Home is Where The Hurt is
Handy ha finito di costruire una casa per Giggles ma si autodistrugge per nessun motivo. Così, questi ultimi con Petunia, Cuddles, Mole, Lumpy e Mime cercano di ricostruirla. Però, l'alce fa un origami a forma di gru con il progetto della casa ed infatti la stessa casa sarà una gru e dopo aver ucciso Cuddles, Mime, Giggles, Mole, Lumpy e Petunia, Handy scopre del disastro e, infatti, viene anche lui ucciso da un chiodo gigante.

### Aw, Shucks!
Lumpy sta curando una pannocchia gigante, ma deve affrontare dei corvi, visto che loro hanno fame per via del cibo gigante. Così, compra uno spaventapasseri che non serve a un granché, dato che prende fuoco, e dopo aver raso al suolo la sua casa perché voleva uccidere un corvo che era entrato, porta la pannocchia ad una competizione per vincere un premio. Ma dato che Lumpy ha freddo e non vuole che sua figlia prenda la febbre, mette una coperta termica che lo trasforma in una pannocchia che fa dei pop corn giganti e uccide tutti quanti tranne il protagonista. Alla fine, l'alce scopre che c'è un penultimo popcorn e lo mangia andando via, mentre il merlo si gode l'ultimo mais.

## Dieci gradi di follia

### A Sight for Sore Eyes
Mole va a comprare una lampadina ad un negozio, ma viene schiantato in un centro oculistico, dove Lumpy gli consiglia alla talpa un cane guida invece del suo bastone e, tuttavia, l'animale cieco viene sbattuto da Russell e lo scambia con il tosaerba di Nutty. Alla fine, Mole muore fulminando, perché ha messo una pera invece della lampadina.

### Wipe Out
Cro-Marmot va alla spiaggia per vendere i suoi gelati e vede che Lumpy è un campione di surf ed è adorato da Giggles e Petunia. Così, il primitivo si iscrive alla gara con Handy, Cuddles, Nutty e Flaky. Infatti, i quattro personaggi muoiono all'improvviso a causa dei gabbiani e Lumpy viene ucciso da Mole quando scivola in un oceano trasformato in ghiaccio. Alla fine, l'unico vincitore è Cro-Marmot.

### Letter Late Than Never
Lumpy lavora come postino per dare la posta e le lettere ai cittadini, ma purtroppo, deve affrontare il problema della tartaruga di Toothy che è molto aggressiva. Infatti, dopo aver consegnato la posta e le lettere alla gente del quartiere, l'alce viene mangiato dalla stessa tartaruga, mentre stava per consegnare l'ultima lettera a Flippy, però, fallendo miseramente.

## L'undicesima ora

### Wingin' It
Flaky va in aeroporto per prendere l'aereo, ma siccome che ha paura di tutto, decide di prenderlo lo stesso. Sfortunatamente, la porcospina dovrà resistere con i fastidi di Cub, Lumpy che sta sempre col computer e Cuddles che è morto a causa dell'alce. Tuttavia, il pilota Sniffles muore a causa del carello del pranzo e come se non bastasse, il portone si apre e risucchia Giggles, Mime, Lumpy, Pop e Cub. Dopo che i personaggi muoiono all'improvviso, Flaky decide di pilotare l'aereo. Purtroppo, dopo essere sceso dall'aereo distrutto, la porcospina viene aggredita da uno squalo. Alla fine dell'episodio, è sconosciuto che Flaky viene uccisa da Godzilla di quello che ha detto Mime prima che l'aereo viene finito sul mare.

### Tongue in Cheek
Sniffles va a fare un pic-nic in cui la mamma formica andrà a rubare del cibo, infastidendo il formichiere. Così lo scienziato costruisce una formica animatronica per uccidere il membro delle formiche nel formicaio. Sfortunatamente dopo aver distrutto il formicaio, la formica-robot si fulmina con la presa e Sniffles scopre che le formiche si vendicano di quest'ultimo utilizzando il casco dopo aver messo a caso i cavi. Alla fine, Sniffles viene ucciso da un'elica del mini-golf e la sua pelle viene utilizzata come una nuova casa per le formiche e Lumpy utilizza la mano del scienziato come un guanto per giocare a golf.

### Easy Comb, Easy Go
Disco Bear va a farsi tagliare i capelli da Mole, ma per sbaglio la talpa gli taglia l'intera capigliatura. Così, l'orso prova di tutto per farsi ricrescere i capelli e ci riesce comprando una lozione miracolosa da Lifty e Shifty. Tornato a casa, Disco Bear riempie la vasca con la pozione e si immerge la testa. I capelli tornano così come prima, ma anche gli occhi che si ricoprono di capelli. Infatti, il figo è costretto a tagliarsi gli occhi rendendolo cieco e dolorante e si emerge per sbaglio nella vasca. Dopo che i suoi capelli invadono la casa, Disco Bear sembra contento del lavoro di Mole.

## Serie di dodici

### I've Got You Under My Skin
Giggles si chiude accidentalmente fuori di casa durante una nevicata e si prende un raffreddore, ma fortunatamente, Sniffles e Lumpy la ritrovano e cercano in tutti i modi un rimedio per farla guarire. Grazie ad un sottomarino, Sniffles si rimpicciolisce ed entra nel corpo di Lumpy, perché i germi si trovano anche dentro di lui. Dopo aver eliminato alcuni virus, l'inventore ritorna nelle sue dimensioni, ma purtroppo, uccide per sbaglio Lumpy e Giggles. Alla fine, anche il formichiere viene fatto fuori schiacciato da una cassetta delle medicine.

### in a Jam
Cuddles viene a sapere che il chitarrista della sua band preferita, Russell, è morto e che stanno cercando un sostituto. Grazie ad una donazione del sangue, fatta dal dottor Mole, riesce a procurarsi una chitarra elettrica. Dopo essersi assunto alla band con Lumpy e Handy, il complesso tenta di fare un concerto. Ma sfortunatamente, per colpa del coniglio, uccide apposta il castoro, l'alce e Sniffles, (che fa di lavoro il conduttore di musica). Alla fine, Mole viene da lui a ridare il sangue, però, lo trasforma in una poltrona.

### Junk in the Trunk
L'elefante di Lumpy viene rapito da Lifty e Shifty insieme agli animali scomparsi. Ma fortunatamente, l'alce riesce a ritrovare il suo animale domestico e i due procioni vengono finalmente uccisi. Alla fine, l'elefante scappa via da un topo e Lumpy cerca di recuperarlo di nuovo.

## Tredici occhi su di me

### Hear Today, Gone Tommorrow
Giocando alle chiamate finte con Cuddles, Lumpy diventa sordo e chiede aiuto al Dottor Sniffles e, infatti, propone di usare una tromba per sentire l'udito. Purtroppo, l'arnese viene rotto dal Camion di Russel dopo aver ucciso Mole a causa della distrazione di Lumpy. Tuttavia, l'alce prepara una torta per il compleanno di Cuddles e, a causa dei rumori nella roulotte fa svegliare Flippy. L'orso, infatti, diventa Fliqpy e lo insegue con il suo elicottero. Però, mentre esce dalla sua roulotte, l'alce non se n'è accorto del fatto in cui viene inseguito dal serial killer. Alla fine, Fliqpy si trasforma in Flippy e decide di andare alla festa di Cuddles, ma per colpa dell'elicottero danneggiato, uccidono con una elica l'orso e il coniglio.

### Double Whammy (Part 1)
Flippy lavora in un luna park e, dopo essere trasformato per l'ennesima volta in un serial killer, l'orso scopre di aver ucciso i clienti dell'attrazione "aeroplano" e chiede aiuto al psicologo Lumpy. Tuttavia, il soldato decide di provare le idee dell'alce, ma finendo di uccidere Sniffles, Mime e Nutty per colpa degli oggetti di guerra. Infatti, Flippy decide di prendere le pillole in bagno e scopre che dietro di lui c'è il suo Alter-ego Fliqpy, che vuole assolutamente ammazzarlo.

### Double Whammy (Part 2)oAutopsy Turvy
Dopo aver trasmesso un episodio falso e di aver ucciso Cuddles e Toothy con il blocco di ghiaccio di Cro-Marmot, Flippy e Fliqpy iniziano ad ammazzarsi a vicenda. Tuttavia, il militare scopre che è tutto un'allucinazione per colpa delle pillole consigliate dallo psicologo. Infatti, Flippy e Fliqpy si combattono utilizzando i suoi cloni e, dopo la battaglia, il soldato scopre che l'allucinazione è terminato e se ne va contento. Ma sfortunatamente, alla fine della puntata, Flippy viene ucciso da un camion pieno di polli con dentro Lumpy che imita di essere una gallina.